# Турткарин, Бакижан Султанбекович
Бакижан Султанбекович Турткарин — советский хозяйственный, государственный и политический деятель.

## Биография
Родился в 1924 году в станице Новоалексеевке. Член КПСС с 1947 года.
Участник Великой Отечественной войны. С 1948 года — на хозяйственной, общественной и политической работе. В 1948—1987 гг. — счетовод совхоза, заведующий партийным кабинетом Убаганского районного комитета КП(б) Казахстана, инструктор Кустанайского областного комитета КП(б) Казахстана, 2-й секретарь Амангельдинского районного комитета КП(б) — КП Казахстана, председатель Исполнительного комитета Амангельдинского районного Совета, 1-й секретарь Амангельдинского районного комитета КП Казахстана, 2-й секретарь Восточно-Казахстанского областного комитета КП Казахстана, председатель Исполнительного комитета Восточно-Казахстанского областного Совета, сельского областного Совета, 2-й секретарь Восточно-Казахстанского областного комитета КП Казахстана, председатель Исполнительного комитета Восточно-Казахстанского областного Совета, заведующий Отделом Комитета народного контроля Казахской ССР
Избирался депутатом Верховного Совета Казахской ССР.
Умер в 1998 году.

## Комментарии
1. ↑  Ныне — в Алтынсаринском районе Костанайской области, Казахстан.